# World Doubles Championships 1992 - Doppio
Il doppio del torneo di tennis World Doubles Championships 1992, facente parte del WTA Tour 1992, ha avuto come vincitrici Jana Novotná e Larisa Neiland che hanno battuto in finale Arantxa Sánchez Vicario e Nataša Zvereva con il punteggio di 6–4, 6–2.

## Teste di serie
1. Jana Novotná /  Larisa Neiland (Campionesse)
2. Arantxa Sánchez Vicario /  Nataša Zvereva (Finale)

1. Katrina Adams /  Manon Bollegraf (primo turno)
2. Sandy Collins /  Elna Reinach (primo turno)

## Tabellone

### Legenda
| - Q = Qualificato - WC = Wild card - LL = Lucky loser | - ALT = Alternate - SE = Special Exempt - PR = Protected Ranking | - w/o = Walkover - r = Ritirato - d = Squalificato |

|  | Primo turno | Primo turno                      | Primo turno                      | Primo turno | Primo turno |  |  | Semifinali | Semifinali                       | Semifinali                  | Semifinali                       | Semifinali                       |   |   | Finale | Finale                      | Finale                      | Finale | Finale |  |
|  |             |                                  |                                  |             |             |  |  |            |                                  |                             |                                  |                                  |   |   |        |                             |                             |        |        |  |
|  | 1           | Jana Novotná Larisa Neiland      | Jana Novotná Larisa Neiland      | 6           | 6           |  |  |            |                                  |                             |                                  |                                  |   |   |        |                             |                             |        |        |  |
|  |             | Leila Meskhi Mercedes Paz        | Leila Meskhi Mercedes Paz        | 3           | 1           |  |  | 1          | Jana Novotná Larisa Neiland      | Jana Novotná Larisa Neiland | 6                                | 7                                |   |   |        |                             |                             |        |        |  |
|  |             | J Capriati Gigi Fernández        | J Capriati Gigi Fernández        | 6           | 7           |  |  |            | J Capriati Gigi Fernández        | J Capriati Gigi Fernández   | 2                                | 5                                |   |   |        |                             |                             |        |        |  |
|  | 3           | Katrina Adams Manon Bollegraf    | Katrina Adams Manon Bollegraf    | 2           | 5           |  |  |            |                                  |                             |                                  |                                  |   |   | 1      | Jana Novotná Larisa Neiland | Jana Novotná Larisa Neiland | 6      | 6      |  |
|  |             | Gretchen Magers Robin White      | Gretchen Magers Robin White      | 6           | 6           |  |  |            |                                  | 2                           | A Sánchez Vicario Nataša Zvereva | A Sánchez Vicario Nataša Zvereva | 4 | 2 |        |                             |                             |        |        |  |
|  | 4           | Sandy Collins Elna Reinach       | Sandy Collins Elna Reinach       | 1           | 4           |  |  |            | Gretchen Magers Robin White      | 6                           | 2                                | 3                                |   |   |        |                             |                             |        |        |  |
|  | 2           | A Sánchez Vicario Nataša Zvereva | A Sánchez Vicario Nataša Zvereva | 6           | 6           |  |  | 2          | A Sánchez Vicario Nataša Zvereva | 2                           | 6                                | 6                                |   |   |        |                             |                             |        |        |  |
|  |             | J Hetherington Kathy Rinaldi     | J Hetherington Kathy Rinaldi     | 3           | 2           |  |  |            |                                  |                             |                                  |                                  |   |   |        |                             |                             |        |        |  |